# Sisyrinchium brasiliense
Sisyrinchium brasiliense là một loài thực vật có hoa trong họ Diên vĩ. Loài này được (Ravenna) Ravenna mô tả khoa học đầu tiên năm 2000.